# Љубомир Коцић
Љубомир Коцић је српски педагог. Бави се изучавањем педагогије и дидактике. Ради на Филозофском факултету у Београду. Године 1980, бранио је своју докторску дисертацију "Експериментална истраживања у области образовања", из области методологије педагогије.

## Педагогија
Коцић се бави дефинисањем предмета педагогије, односно одређивањем подручја којим се педагогија бави и области коју истражује. Он тежи ка прецизном дефинисању предмета педагогије, како би је разграничио од осталих наука. Педагогија се у току свог развоја, нашла између два проблема: дефинисања свог предмета и одређивања односа са другим, по предмету, блиским наукама.

### Предмет педагогије
Педагогија се одређује као наука о васпитању, међутим, сам појам „васпитања“  се не схвата увек на исти начин. Постоје неслагања око тога да ли васпитање подразумева само намерне, интенционалне утицаје (оне који су усмерени на остварење одређеног циља) или обухвата све утицаје и ситуације (и намерне и ненамерне) који доприносе развоју личности. Да ли је васпитање друштвено, или слободно, да ли се односи само на децу, младе, или и одрасле особе. Са друге стране, разлике се огледају и у томе да ли се под васпитањем подразумева деловање на личност ради њеног формирања које преузимају други или оно што и сама личност чини за себе.
Васпитање се узима као углавном најшири педагошки појам који својим садржајем обухвата и образовање, али и поред тога, оба појма се укључују у одредбу педагогије будући да је њихов садржај неиздиференциран.
Образовање се везује за стицање знања и вештина, општу културу, оспособљавање за учење и рад, другим речима, когнитивну сферу личности, док се васпитање везује за конативну и емоционалну сферу личности где спада вредносна оријентација, формирање ставова и уверења и слично.
У српском, као и у другим језицима, постоји јасна дистинкција између ова два појма, односно може се јасно одредити садржај како једног тако и другог, што значи да ови појмови имају своја посебна значења и одређен садржај, тачније, да су овде употребљени као појмови истог реда и важности, те би било оправдано да оба буду наведена приликом дефинисања предмета педагогије.
Уколико би предмет педагогије био дефинисан на овај начин, не би било потребе да се осим појма „васпитање“ користи појам „васпитање у ужем смислу“, што се иначе користи када се педагогија одређује као (само) наука о васпитању, при чему се термином „васпитање“ означава најшири педагошки појам (који обухвата и образовање) а под „васпитањем у ужем смислу“ се означава све оно што улази у појам васпитања али није обухваћено појмом образовања, на пример развој свих особина личности које се тичу конативне и афективне сфере. Међутим, ове нејасноће би биле избегнуте уколико би педагогија била дефинисана као наука о образовању и васпитању, при чему би оба појма имала специфична значења како не би долазило до подударања и преклапања међу њима.
Суштинских разлика овде нема, будући да се педагогија бави истим проблемом у оба случаја. У питању је само формалност. Не постоји дилема око става да педагогија својим предметом обухвата и васпитање и образовање.

## Однос педагогије и других наука
Поставља се питање да је ли овом одредбом педагогије као науке о васпитању, јасно одређен предмет, односно подручје њених истраживања, другим речима, питање се односи на дилему да ли је педагогија једина наука о васпитању или се њиме баве и друге науке.
Чињеница је да се и друге науке интересују за поједина питања васпитања, као на пример социологија, психологија, антропологија које са свога становишта проучавају нека питања из ове области и својим сазнањима доприносе потпунијем сагледавању проблема васпитања, што значи да педагогија не би била једина наука о васпитању већ само једна од. Међутим, када при дефинисању да педагогија представља једну од наука које се баве проучавањем образовања и васпитања, отвара се ново питање које се заснива на дилеми да ли је потребно редефинисати предмет педагогије или пак другачије разумети однос педагогије и других наука које се баве појединим питањима васпитања.
Однос педагогије и других наука се може разматрати на више начина:

### Више наука о васпитању
Једна од могућности јесте прихватити становиште да постоји више наука о васпитању при чему свака од њих проучава васпитање са свог аспекта. Такође, ове науке не захтевају васпитање у целини већ само његове поједине аспекте.
Међу овим наукама би се нашла и педагогија, али не као целовита наука о васпитању, већ као једна од наука која би се бавила само једним делом васпитања и према овом становишту предмет педагогије би био знатно редукован то јест предмет педагогије би био сведен као и целокупна педагогија на практичну педагогију, а предмет такве педагогије би био проучавање метода за унапређивање практичног васпитног рада при чему се педагогија своди на технологију васпитања.
Прихватање оваквог становишта би створило проблеме и другим наукама, односно захтевало би редефинисање њиховог предмета истраживања.

### Педагогија као једина наука о васпитању
Становиште које се заснива на томе да педагогија обухвата сва знања о васпитању, односно, да обухвата све дисциплине које се на било који начин баве васпитањем. Према овоме, педагогија би обухватила сва знања о васпитању, укључујући и она до којих дођу остале друштвене науке.
Сва истраживања која за предмет имају васпитање сматрала би се педагошким, а сазнања до којих се дође на овакав начин улазила би у фонд сазнања педагошке науке и из свега овога изводимо закључак, да би у овом случају педагогија била обједињујућа наука о васпитању. Прихватање оваквог становишта није могуће из разлога што постоје друге дисциплине које се баве појединим аспектима васпитања, а сматрају се дисциплинама (гранама) других наука.

### Компромисно решење
Заснива се на томе да дисциплине које се баве појединим аспектима васпитања не припадају ни оквиру педагогије, ни других наука за које се обично везују, већ да се сматрају граничним дисциплинама између педагогије и других наука.
Проблем се јавља у томе да сама жеља да буду граничне дисциплине, није довољна да се оне таквима и прогласе. Када би се на пример, социологија васпитања прогласила као гранична дисциплина између социологије и педагогије, онда би и све остале дисциплине попут социологије права, социологија морала, морале да се прогласе граничним.

## Прихватање педагогије као матичне науке о васпитању
Највиша основа да се прихвати ово становиште, тачније, да се педагогија прихвати као наука која се бави целином васпитања и васпитањем у свим њеним областима и аспектима, а да се појединим деловима могу бавити и друге науке, којима васпитање није непосредни предмет проучавања. Педагогија је матична наука о васпитању, јер га она захвата у целини, али васпитање је предмет интересовања и других наука, и то се мора узети у обзир.
Право да се назове науком о васпитању има само педагогија будући да само она брине о целини васпитања док све друге науке прилазе само са једног (свог) аспекта, што не угрожава самосталност педагогије као науке.
Као додатни критеријум за разграничење наука треба истаћи и чињеницу да једну дисциплину разграничава од других дисциплина не само проблем којим се бави већ и приступ, односно, особено гледиште са којег приступа проучавању проблема. То значи да када више наука проучава исти проблем, оне то не раде на исти начин већ проблему прилазе са сопственог становишта. Према томе, уколико се педагогија схвати као наука о васпитању у тоталитету, а и истовремено се прихвати да се и друге науке, тачније, њихове поједине дисциплине баве само појединим аспектима васпитања са сопственог становишта, ствар би у разграничењу педагогије и других наука била јаснија.